# Mariano di ser Austerio
Mariano di ser Austerio (Perugia, 1470  circa – 1530 circa) è stato un pittore italiano, allievo del Perugino.

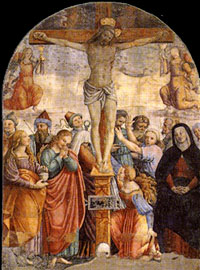
La Crocifissione, 1522, Galleria Nazionale dell'Umbria, Perugia

Si conoscono di lui alcune opere: la Madonna col Bambino e angeli, in collezione privata, l'affresco staccato della Crocifissione e la Sant'Anna con la Madonna della Misericordia, entrambe nella Galleria Nazionale dell'Umbria a Perugia, e il Seppellimento di Cristo al Musée des Beaux-Arts di Caen.